# Parti populaire de Ceuta
Le Parti populaire de Ceuta (Partido Popular de Ceuta en espagnol) est la fédération régionale du Parti populaire à Ceuta.

## Histoire

### Origines
Le Parti populaire de Ceuta est fondé en 1989 après la refondation de l'Alliance populaire.

## Présidents
| Nom              | Mandat      |
| ---------------- | ----------- |
| Pedro Gordillo   | 1999-2009   |
| Juan Jesús Vivas | depuis 2009 |

## Identité visuelle

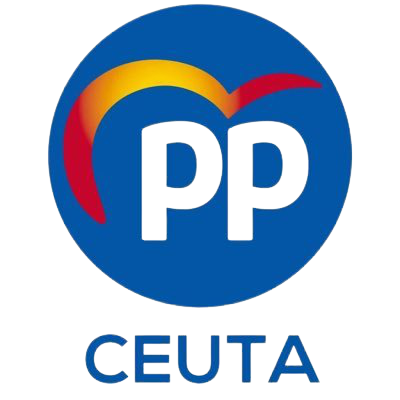
Logo de 2019 à 2022.
Logo depuis 2022.